# Норвешка на Европском првенству у атлетици у дворани 1974.
Норвешка је учествоваla на 5. Европском првенству у атлетици у дворани 1974. одржаном у дворани Скандинавијум у Гетеборгу, (Шведска), 9. и 10. марта 1974. Репрезентацију Норвешке у њеном четртом учешћу на европским првенствима у дворани представљало је шестз спортиста (3 мушкрца и 3 жене) који су се такмичили у 6 дисциплине 3 мушке и 3 женске.
На овом првенству Норвешка није освојила ниједну медаљу.
У табели успешности (према броју и пласману такмичара који су учествовали у финалним такмичењима (првих 8 такмичара)) Норвешка је са једним учесником у финалу делила 17. место са 5 бодова,од  22 земаље које су имале представнике у финалу, односно 25 жемљаља учесница. 
| Плас. | Земља    | 1. место | 2. место | 3. место | 4. место | 5. место | 6. место | 7. место | 8. место | Бр. финал. - Бод. |
| ----- | -------- | -------- | -------- | -------- | -------- | -------- | -------- | -------- | -------- | ----------------- |
| =17.  | Норвешка | −        | −        | −        | 1 − 5    | −        | −        | −        | −        | 1 − 5             |

Од 25 земаља учесница само Аустрија, Ирска и Луксембург нису имале ниједног учесника у финалу.

## Учесници
| Бр. | Дисциплина | Мушкарци         | Жене           | Укупно |
| --- | ---------- | ---------------- | -------------- | ------ |
| 1.  | 60 м       | Audun Garshol    |                | 1      |
| 2.  | 800 м      |                  | Осе Свенхолт   | 1      |
| 3.  | 1.500 м    |                  | Венхе Серум    | 1      |
| 4.  | 3.000 м    | Арне Квалхејм    |                | 1      |
| 5.  | Скок увис  | Лејф Роар Фалкум | Кари Хеденстад | 1      |
|     | Укупно (5) | 3                | 3              | 6      |

## Освајачи медаља
На овом првенству Норвешка није освојила ниједну медаљу.

## Резултати

### Мушкарци
| Атлетичар        | Дисциплина | Лични рекорд | Квалификације | Квалификације | Полуфинале           | Полуфинале           | Финале               | Финале   | Детаљи |
| Атлетичар        | Дисциплина | Лични рекорд | Резултат      | Место         | Резултат             | Место                | Резултат             | Место    | Детаљи |
| ---------------- | ---------- | ------------ | ------------- | ------------- | -------------------- | -------------------- | -------------------- | -------- | ------ |
| Audun Garshol    | 60 м       |              | 6,89          | 6. у гр. 3    | Није се квалификовао | Није се квалификовао | Није се квалификовао | 18. / 24 |        |
| Арне Квалхејм    | 3.000 м    |              | 7:58,44       | 1. у гр. 2    |                      |                      | 7:53,34 НРд          | 4. / 13  |        |
| Лејф Роар Фалкум | скок увис  |              |               |               |                      |                      | 2,05 НРд             | 21. / 23 |        |

### Жене
| Атлетичарка    | Дисциплина | Лични рекорд | Квалификације | Квалификације | Полуфинале           | Полуфинале           | Финале               | Финале   | Детаљи |
| Атлетичарка    | Дисциплина | Лични рекорд | Резултат      | Место         | Резултат             | Место                | Резултат             | Место    | Детаљи |
| -------------- | ---------- | ------------ | ------------- | ------------- | -------------------- | -------------------- | -------------------- | -------- | ------ |
| Осе Свенхолт   | 800 м      |              | 6,89          | 6. у гр. 3    | Није се квалификовао | Није се квалификовао | Није се квалификовао | 18. / 24 |        |
| Венхе Серум    | 1.500 м    |              |               |               |                      |                      | 4:23,19              | 10. / 11 |        |
| Кари Хеденстад | скок увис  |              | 1,75          | 13. / 14      |                      |                      |                      |          |        |

## Биланс медаља Норвешке после 4. Европског првенства у дворани 1970—1974.
|      | Земља       |                  |                  |                  |                  |
| 1.   | 1970.       | 0                | 0                | 0                | 0                |
| 2.   | 1971.       | Није учествовала | Није учествовала | Није учествовала | Није учествовала |
| 3—5. | 1972—1974.. | 0                | 0                | 0                | 0                |
| 1—5  | Укупно      | 0                | 0                | 0                | 0                |
| ---- | ----------- | ---------------- | ---------------- | ---------------- | ---------------- |

|                                        | Атлетичар/ка                           |                                        |                                        |                                        |                                        |                                        |
| Није било вишеструких освајача медаља. | Није било вишеструких освајача медаља. | Није било вишеструких освајача медаља. | Није било вишеструких освајача медаља. | Није било вишеструких освајача медаља. | Није било вишеструких освајача медаља. | Није било вишеструких освајача медаља. |
| -------------------------------------- | -------------------------------------- | -------------------------------------- | -------------------------------------- | -------------------------------------- | -------------------------------------- | -------------------------------------- |